# Alain Zannini (roman)
Alain Zannini est un roman de Marc-Édouard Nabe, publié par les éditions du Rocher en septembre 2002.

## Résumé
En septembre 2000, Marc-Édouard Nabe quitte Paris pour vivre seul à Patmos. Il transporte avec lui un coffre contenant le manuscrit de son journal intime des années 1990. Le précieux objet est dérobé par un pope. Effondré, l'écrivain cherche à restituer de mémoire le contenu de son coffre. Il s'affronte à ses souvenirs, à ses femmes, à sa vie. Il part à la recherche du coffre, aidé de l'inspecteur Alain Zannini. 

## Accueil
Le livre a été inscrit sur la première liste du Prix Goncourt, avant de disparaître de la seconde. Le 12 octobre, l'auteur est invité par Thierry Ardisson, dans son émission Tout le monde en parle, diffusée sur France 2. Il échange avec Edwy Plenel, en qualité de directeur de la rédaction du Monde, sur le faible écho que ses livres suscitent dans la presse.
Dans l'ensemble, la critique souligne les qualités du roman. Pour Frédéric Beigbeder, dans Voici, « Alain Zannini entrecroise ce qu'il a de meilleur : la sincérité de Je suis mort mêlée à la violence du Régal, et le lyrisme du Bonheur additionné à la tendresse de Lucette ». Dans La Tribune de Genève, Pascal Gavillet estime que le roman « est bel et bien l'un des ouvrages les plus essentiels de la rentrée littéraire » et que son style est « en filiation directe avec Rabelais ou Joyce, soit deux géants a priori totalement incompatible ». Pour Pierre Combescot, dans Paris Match, Alain Zannini « est devenu le bouquin le plus excitant de la saison. Pour cela il n'aura aucun prix ». Bernard Le Saux, dans le Figaro Madame, estime qu'avec Alain Zannini, Marc-Édouard Nabe n'a pas « pour ce qui est de la puissance du souffle [...] de rival dans le paysage littéraire ». Edmonde Charles-Roux, de l'Académie Goncourt, admet avoir découvert l'écrivain avec Alain Zannini, qu'elle critique avec enthousiasme dans deux journaux différents : Provence Dimanche et Corse Matin. Claude Imbert, dans Le Point, parle d'un « excitant roman » ajoutant que le « rythme est picaresque, le style cascadant, électrisé de dialogues déjantés, rébus, et autres farces scolastiques ». Pour Jean-Luc Douin dans  Le Monde Nabe « signe […] une dérision de l'autofiction, pavé suffisamment malin pour brouiller les cartes, de la sincérité à la pirouette ».
Certaines critiques se focalisent sur des thèmes précis du roman. Ainsi, dans le Bulletin Célinien, Marc Laudelout intéresse aux scènes mettant en scène Lucette Destouches, pour évoquer le roman que lui a consacré Marc-Édouard Nabe, Lucette. Dans la revue Jazz Classique, le roman est critiqué sous la plume de Dominique Périchon, qui considère que Nabe fait « du jazz avec la littérature ».
Diane Tell, personnage du roman, est revenue en avril 2004 sur le livre et sur sa relation avec l'écrivain dans l'émission de Thierry Ardisson, 93, Faubourg Saint-Honoré.

## Autour du livre
Alain Zannini a fait l'objet d'un « making-of littéraire », comprenant des études et des critiques de l'ouvrage, intitulé L'Affaire Zannini et publié par les Éditions du Rocher en avril 2003.

## Édition
- Marc-Édouard Nabe, Alain Zannini, éditions du Rocher, 2002, 811 p.  (ISBN 2268044203)